# 纸厂河镇
纸厂河镇，是中华人民共和国湖北省荆州市松滋市下辖的一个乡镇级行政单位。

## 行政区划
纸厂河镇下辖以下地区：
纸金社区、陈家场村、三岗村、十字岭村、蔡家桥村、金鸡山村、裴家河村、万福村、城址山村、官堰坪村、纸厂河村、大湖村、大沟口村、松滋市王家大湖原种场、松滋市金桂农业有限公司生活区和松滋市大湖水产养殖场。